# Темерево (Медынский район)
Темерево — деревня в Медынском районе Калужской области Российской Федерации. Входит в сельское поселение «Село Кременское».

## Физико-географическое положение
Ближайшие населённые пункты: Жихарево, Одинцы и Каляево. Стоит на реке Луже.

## Этимология
Связано в некалендарным именем - прозвищем Темирь

## Население
| 2002 | 2010 |
| ---- | ---- |
| 3    | ↘2   |

## История
В конце XVIII века — сельцо Тимерево с пустошью, на реке Луже, в совместном владении статского советника  Алексея Григорьевича Венгерского, Дмитрия Андреевича и Осипа Андреевича Сомовых, Севостьяна Борисовича Скобеева, секунд-майора  Алексея Васильевича Хитрово и Алексея Гавриловича Реткина.